# Hidroxilgugiaïta
La hidroxilgugiaïta és un mineral de la classe dels silicats, que pertany al grup de la mel·lilita.

## Característiques
La hidroxilgugiaïta és un sorosilicat de fórmula química (Ca,□)₂(Si,Be)(Be,Si)₂O₅(OH)₂. Va ser aprovada com a espècie vàlida per l'Associació Mineralògica Internacional l'any 2016. Cristal·litza en el sistema tetragonal. És un mineral que es troba en estreta relació amb la gugiaïta.

## Formació i jaciments
Es troba en pegmatites de sienita. Va ser descrita a partir de material trobat a dues localitats del comtat noruec de Telemark: la pedrera Saga 1, a Sagåsen, Mørje, i a les obres de la carretera E18 a Kokkersvold, a Langangen.